# José Luis Moreno
José Luis Rodríguez Moreno (Madrid, 16 de abril de 1947), conocido como José Luis Moreno, es un productor de televisión español, famoso inicialmente por sus actuaciones como ventrílocuo, entre las que destacan sobre todo las realizadas con sus muñecos Monchito, Macario y el cuervo Rockefeller. Dejó de trabajar como ventrílocuo en la década de 1990 para dedicarse a producir programas de variedades que él mismo dirigía, como Noche de fiesta y series como Aquí no hay quien viva, Escenas de matrimonio y Aquí me las den todas.

## Biografía
Es hijo de un importante creador de marionetas, Natalio Rodríguez López "Talio", que en los setenta tenía en TVE un espacio infantil de guiñol llamado La familia de la abuela Cleta. Según una entrevista, José Luis Moreno se introdujo en el mundo de la música en la adolescencia, llegando a alcanzar el éxito como cantante de ópera. Es sobrino del gran ventrílocuo salmantino Wenceslao Moreno, conocido como "Señor Wences", hermano de su madre, Josefa Moreno Centeno. El Señor Wences fue uno de los más renombrados artistas del género en los Estados Unidos, y el más longevo (murió a los 103 años).

### Carrera artística
Fue ventrílocuo con muñecos que él se hizo en casa de sus padres en Vicálvaro. Saltó entonces al mundo del espectáculo y de la producción televisiva, con sus actuaciones de ventrílocuo "José Luis Moreno y sus muñecos", poniendo voz a los personajes de Monchito, Macario y Rockefeller; este último, un cuervo cínico y apolítico, llegó a ser un auténtico fenómeno social en Italia. Tras más de una década de enorme popularidad con ellos, iría perdiendo auge por un cambio en los gustos mayoritarios, y optó oportunamente por dejar de actuar y centrarse en su faceta tras las bambalinas, como productor y director de musicales en televisión y teatros; sorprendentemente también ha hecho radio.
A lo largo de los años ha organizado galas, espectáculos puntuales o series en distintas cadenas españolas como TVE, Antena 3 y Telecinco, y diversas autonómicas, y ha conseguido saltar al extranjero con otras como la RAI (El País: "José Luis Moreno y su muñeco 'Rockefeller' alcanzan la máxima popularidad en Italia"). Sus años como presentador y director de programas musicales coinciden con el despegue de múltiples estrellas del pop y rock, de quienes se considera "descubridor" o "impulsor" para el público español. Es el caso del grupo Europe. También se atreve a presentar a Cicciolina en televisión, con un desnudo integral. De igual modo, invita a sus programas a un plantel recurrente de cantantes melódicos ya veteranos, como Nana Moskouri, Mireille Mathieu.
Crea en 1988 la productora Miramón Mendi, que es parcialmente adquirida en un 15% por Telecinco, se dice que para neutralizar el éxito de Aquí no hay quien viva, que era emitida por otro canal televisivo rival, Antena 3.
Es conocido que vetó en sus programas a famosas artistas como Juanita Reina y se comentaba que antes de acceder a ser entrevistado ponía siempre una condición: prohibía terminantemente que se hiciera cualquier pregunta relacionada con su anterior profesión de ventrílocuo, justamente la que lo catapultó a la fama. Sin embargo, con motivo de una entrevista televisiva para Bertín Osborne, accedió a hablar de sus muñecos e incluso los mostró.

### Asalto a su residencia
En diciembre de 2007 seis atracadores albanokosovares asaltaron la residencia de José Luis Moreno en Boadilla del Monte. En ese momento, Moreno se hallaba en la vivienda con algunos familiares y personal de servicio. Los asaltantes quisieron abrir las cajas fuertes de Moreno, pero este se negó a darles el código de apertura y se enfrentó a ellos recibiendo un golpe en la cabeza con un hacha. El cabecilla de los agresores fue detenido en Albania y extraditado a España, donde quedó a disposición del juzgado de Alcobendas, quien le puso en libertad por un "error judicial".

## Incidentes con la Justicia
El 22 de enero de 1999 el desprendimiento de una cornisa en el Teatro Calderón, del que Moreno era arrendatario, provocó la muerte de una joven. En el procedimiento consiguiente Moreno alegó dos informes previos al accidente donde denunciaba el mal estado del edificio. En la sentencia, su responsabilidad en el caso quedó limitada a una falta.
En 2013, durante el juicio al extesorero del Partido Popular Luis Bárcenas, declaró haber recibido en 1999 varias aportaciones de un millón de pesetas en dinero negro al Partido Popular por parte de Moreno.
Tras ser involucrado en el Caso Palma Arena por desavenencias con un antiguo colaborador, el caso se archivó por falta de pruebas y después de que el denunciante reconociese haberse equivocado y haber actuado de forma rencorosa e injusta. 
El 29 de junio de 2021 fue detenido, en la denominada Operación Titella, por presuntamente liderar una organización criminal relacionada con el narcotráfico a nivel internacional para estafar y blanquear sus beneficios, después de haber sido incluido entre los grandes deudores a Hacienda. A los dos días, y tras haberse acogido a su derecho de no declarar ante el juez, Moreno quedó en libertad bajo fianza de tres millones de euros.
En 2025, Moreno fue condenamo a devolver 35 millones de euros a su socio, Alejandro G. Roemmers y a Franciscus Productions S.L.U., por no haber cumplido el contrato de producción de la serie Resplandor y Tinieblas sobre la vida de San Francisco de Asís, y no entregar ningún capítulo de la misma.Según un informe de la Guardia Civil, Moreno "se apropió de la mitad de la financiación de Resplandor y Tinieblas y lo traspasó a las cuentas de otra empresa y con el que supuestamente adquirió vehículos de alta gama o inmuebles en Praga".

## Obra artística y trabajo como productor

### Ficción
Hasta ahora en televisión sus mayores éxitos han sido Aquí no hay quien viva (2003-2006), cuyos derechos han llegado a ser comprados por cadenas francesas e italianas para la retransmisión de una versión de la serie en esos países, La que se avecina, (adaptación de 'Aquí no hay quien viva' tras su cambio a Telecinco) y Escenas de Matrimonio, cuyos derechos han sido comprados por la importante cadena estadounidense ABC en el año 2011. Otras series que ha producido Miramón Mendi fueron La sopa boba (2004) y A tortas con la vida (2005-2006), para Antena 3.
Otros proyectos que iba a hacer para televisión, pero que al final no se cumplieron, fueron: Amigos íntimos, que iba a ser producida para Telecinco; Los Maldonado, para Antena 3; y una serie de suspense sobre un matrimonio que investiga asesinatos, que iba a llevar a cabo en colaboración con el director italiano Dario Argento. También ha afirmado que ha acabado con su faceta como ventrílocuo.
En su faceta de actor de figuración, trabajó en la película de Santiago Segura Torrente 2: misión en Marbella, en la que interpretaba a Spinelli, un terrorista que se proponía destruir la ciudad de Marbella.
Produjo para las cadenas autonómicas de España, la serie de suspense Planta 25, producida por Alba Adriática (el nuevo nombre de su productora), que se emitía los lunes a las 22:00; después se empezó a emitir de lunes a viernes a las 16:00, aunque de Telemadrid se retiró sin aviso alguno.

### Teatro
También ha trabajado en teatro, ofreciendo reposiciones tanto de óperas como de zarzuelas en el teatro La Latina, como La Revoltosa, Doña Francisquita, La verbena de la Paloma, Gigantes y cabezudos. También participó en la comedia Matrimoniadas (2005) cuyos personajes fueron tomados del cancelado programa Noche de fiesta y de sus serie de Antena 3 La sopa boba, protagonizado por Marisa Porcel, Pepe Ruiz, Silvia Gambino, Alfredo Cernuda, Rosana Manso y Martin Czehmester. Además, produjo el musical El diluvio que viene, con Gisela en 2005-06. En 2006, tras retirar este musical, estrenó en el mismo teatro la Antología de la Danza Española y, posteriormente, la comedia La venganza de la Petra, en cuyo reparto figuraban Andoni Ferreño, Silvia Gambino, Luis Perezagua, Marisol Ayuso, Ricardo Arroyo y María Garralón. En septiembre de 2018 estrenó en el Palacio Euskalduna de Bilbao Franciscus, El Musical, un espectáculo con más de 100 artistas en escena que encabezaba el actor Pablo Puyol.

### Productor ejecutivo
- Festival OTI de la Canción (1994) Valencia (España) RTVE

- Maravillas 10 y pico (1996), en Tele 5
- Mira quién viene esta noche (1997), en Antena 3.
- Risas y estrellas (1997-1999), en Televisión Española.
- Noche de fiesta (1999-2004), en Televisión Española.
- 'Aquí no hay quien viva' (2003-2006), en Antena 3.
- La sopa boba (2004), en Antena 3.
- Entre amigos (2005-2006), en Antena 3.
- A tortas con la vida (2005-2006), en Antena 3.
- La que se avecina (2007-2010), en Telecinco.
- Noche Sensacional (2007-2012), en FORTA, Veo7 y 13tv.
- ¡A ver si llego! (2009), en Telecinco.
- La noche en Paz (2009-2017), en Telecinco
- Aquí me las den todas (2011), en Veo7.
- Esto no es lo que parece (2011), en 13TV.
- Parejología 3x2 (2011), en Telecinco.
- Reyes y Estrellas (2012), en Televisión Española.
- Todo es posible en el bajo (2012), en Telemadrid.
- Cuñados (2012), en Telecinco
- Esposados (2013), en Telecinco
- ¡Ya vienen los Reyes! (2014), en Telecinco
- Sábado sensacional (2014), en La 1.
- ¡Ya vienen los Reyes! (2015), en La 1
- La Alfombra Roja Palace (2015), en La 1.

### Director
- Pasen y vean (1997) (Televisión)
- Feliz 2006. ¡Pásalo! (2006) (Televisión)
- A tortas con la vida (2005-2006) Serie de televisión
- Con la primera al 2005 (2004) (Televisión)
- La sopa boba (2004) Serie de Televisión
- Con la primera al 2004 (2003) (Televisión)
- Con la primera al 2003 (2002) (Televisión)
- Verano noche (2002) Programa de Televisión
- Con la primera al 2002 (2001) (Televisión)
- Gracias, Miguel (2001) (Televisión)
- Con la primera al 2001 (2000) (Televisión)
- Con la primera al 2000 (1999) (Televisión)
- Noche de fiesta (1999) Programa de televisión
- Gala de la Hispanidad (1996) (Televisión)
- La que se avecina (2008) (Televisión)

### Actor
- La que se avecina (2008) Serie de televisión
- 7 vidas (2003) Serie de televisión
- Torrente 2: Misión en Marbella (2001) - Spinelli
- 3, 2, 1... contacto (1982)
- Musiqueando (1977) Serie de televisión
- La Hora de... (1976) Serie de televisión
- Tarde para todos (1973) Serie de televisión
- Carrusel del domingo (1970) Serie de televisión

### Guionista
- Con la primera al 2005 (2004) (Televisión)
- Con la primera al 2004 (2003) (Televisión)
- Con la primera al 2003 (2002) (Televisión)
- Con la primera al 2002 (2001) (Televisión)
- Con la primera al 2001 (2000) (Televisión)

### Jurado
- Tú sí que vales  (2011-2012, Telecinco)

### Presentador/artista
- Noche espectacular (1994) Programa de televisión
- Noche de fiesta (1999) (voz) (1999-2004)
- Risas y estrellas (1998-1999)
- VIP y VIP Noche (1990)
- Galicia para el mundo (1989)
- Entre amigos (1985-1990) Programa de televisión (como Presentador/Rockefeller/Monchito/Macario)
- Superstar (1984) Programa de televisión (como Presentador/Rockefeller/Monchito/Macario)
- Especial Nochevieja 1985: Viva 86 (1985) (Televisión) (como José Luis Moreno y sus Muñecos)
- Especial Nochevieja 1984: Viva 85 (1984) (Televisión) (como José Luis Moreno y sus Muñecos)
- Especial Nochevieja 1978 (1979) (Televisión)
- Musiqueando (1977)